# フタコイ オルタナティブ
『フタコイ オルタナティブ』は、「電撃G's magazine」連載のオリジナル企画『双恋』のアニメ化作品第2弾である。2005年4月から6月まで、独立U局を中心とした7局（放送局を参照）で放送された。全13話。
内容は原作やテレコム・アニメーションフィルムが制作した第1弾とは大きく異なるものとなっている。通称は、「フタコイ」・「フタコイオルタ」・「片仮名の双恋」。
第9回文化庁メディア芸術祭アニメーション部門審査委員会推薦作品。

## あらすじ
“――3人でいたい――”
日本のどこかにある普通の下町「二子魂川」の一角で、死亡した父親の跡をなんとなく継いだ私立探偵・双葉恋太郎。
彼の下に、謎めいた双子・白鐘姉妹が現れ、成り行きのまま奇妙な同居生活が始まる。
犬猫探しぐらいしかない探偵稼業、個性豊かな住民たちとの触れ合い、時折騒動が起きつつも平和な日常は、いつまでも続くようだった。
しかし、数年前にニコタマを混乱へ陥れた組織の魔手が、恋太郎と白鐘姉妹の“3人でいる日々”を破壊しようと、再度ニコタマへ迫っていた。

## 制作
本作は、先行して放映されたテレコムアニメーション版『双恋』と対をなす、もうひとつの『双恋』として企画制作された。総監督はufotable代表取締役社長の近藤光が'逢瀬祭の名義で務めている。
"古典的なラブコメ"を目指した前作との徹底的な差別化を計り、キャラ設定の改変、スラップスティックなアクション、奇抜な展開、アバンギャルドなギャグ、クールな作風など、多分にインディペントフィルム的なアプローチがなされた。主人公のキャラクター造形やテーマにおいても、中学生を主人公に据えて子供から青年になることの悩みを描いた前作に対し、本作は21歳の探偵を主人公に据え、彼が抱く「責任を負うこと」への恐れ、青年期の終わりと大人になることの痛みをテーマとした。原作に登場する6組の双子の中から、主役として白鐘姉妹を選んで物語の主軸に据えている。そのため、白鐘姉妹以外の原作キャラクター（双子）は完全に脇役扱い（探偵事務所を訪れる依頼人などのゲスト的に登場）となり、顔見せ程度しか登場しない姉妹もいる。このような理由から、原作とは設定や世界観から大きく異なるアニメオリジナル要素の非常に強い作品となっている。この奇抜な展開が評価され、第9回文化庁メディア芸術祭では審査委員会推薦作品に選出されている。本作は視聴者だけでなく製作委員会からも好評となり、ufotableへ続編制作のオファーも出たが、最終的に続編は制作されなかった。
舞台である「二子魂川」は二子玉川がモデルになっており、都会と田舎の狭間に位置するような下町を背景に、時にオフビートに時にセンチメンタルに物語が描かれている。放映当時の二子玉川の商店街や河川、鉄橋、銭湯など、酷似した場所が多数存在する（現在は再開発等により一部の風景が消滅している）。スタッフインタビューでは「歌謡曲『神田川』の世界です」とコメントされている。
オープニングでは各姉妹が武器を持って戦う姿が描かれているが、本編で実際に武器を持ったのは第1話冒頭の雛菊姉妹を除けば桜月姉妹のみ。これはアニメ制作会社のufotableが得意とする"お遊び要素"である。
音楽制作の一部には、映像に合わせて音楽を制作するフィルムスコアリング方式が採用されている。
本作は、後の『TYPE-MOON× ufotable プロジェクト』企画立ち上げに繋がることになる。アニプレックスの岩上敦宏は、本作を視聴後、「こういう作品を作れるスタジオがあるのか」と思い、ufotableと本作で総監督を務めたufotable代表取締役の近藤光と仕事をしたいと考え、プロジェクト第1弾『空の境界』の制作を依頼したと語っている。TYPE-MOONの奈須きのこ、武内崇、奈須の担当編集者であった太田克史も本作を視聴し、「ufotableなら空の境界もイケるのでは？」と企画に賛同した。

## スタッフ
- 原作 - 双葉ひな、ささきむつみ
- 総監督 - 逢瀬祭
- チーフディレクター - 平尾隆之
- シリーズ構成 - 金月龍之介
- キャラクターデザイン・総作画監督 - 小林利充
- レイアウト総作画監督 - 高橋タクロヲ
- 美術監督 - 根本邦明
- 色彩設計 - 千葉絵美
- 撮影監督 - 柳沢宏明
- 編集 - 今井剛
- 音響監督 - 明田川仁
- 音楽 - 村山達哉、鈴木俊介、磯江俊道
- 音楽プロデューサー - 田井基良
- 制作プロデューサー - 近藤光
- プロデューサー - 高野希義、宿利剛、渡辺和哉
- アニメーション制作 - ufotable × studio FLAG × feel.
- 製作 - フタコイプロジェクト（メディアワークス、キングレコード、ランティス、読売広告社）

## 主題歌

### オープニングテーマ
「New World」
作詞 - H.U.B. / 作曲 - 高橋諭一 / 編曲 - 磯江俊道 / 歌 - ベ・ユミ

### エンディングテーマ
「ぼくらの時間」
作詞 - 逢瀬祭、ufotable、eufonius / 作曲・編曲 - 菊地創 / 歌 - eufonius

## 各話リスト
以下は放送順のもの。なお、放送時とDVD収録時で3話から5話の順番が異なっている。
| 話数    | サブタイトル                       | 脚本                | 絵コンテ          | 演出              | 作画監督              | 備考           |
| ------- | ---------------------------------- | ------------------- | ----------------- | ----------------- | --------------------- | -------------- |
| FILM-01 | コロッケとヘリと地下ボクシングと私 | 金月龍之介          | 平尾隆之          | 平尾隆之          | 嘉手苅睦              |                |
| FILM-02 | ノーネーム・デイ                   | 金月龍之介          | 阿部雅司          | 阿部雅司 鎌仲史陽 | 大田和寛 下川寿士     |                |
| FILM-03 | エメラルドマウンテン・ハイ         | 金月龍之介          | 平尾隆之          | 平尾隆之          | 山本佐和子            | DVD収録時は5話 |
| FILM-04 | ニコパク・ラプソディ               | 金月龍之介 寺東克己 | 寺東克己          | 小林智樹          | 南伸一郎              | DVD収録時は3話 |
| FILM-05 | 7DAYZ(…and Happy Dayz)             | 逢瀬祭 金月龍之介   | 寺東克己          | 嘉手苅睦          | 斎藤雅和              | DVD収録時は4話 |
| FILM-06 | どうして好きなのに別れちゃったの?  | 佐藤和治 金月龍之介 | 寺東克己          | 水本葉月          | 立石聖                |                |
| FILM-07 | 双葉恋太郎最初の事件               | 金月龍之介          | 平尾隆之          | 平尾隆之          | 高橋タクロヲ          |                |
| FILM-08 | サはさよならのサ                   | 金月龍之介          | 望月三郎 逢瀬祭   | 夕澄慶英          | 堀越久美子            |                |
| FILM-09 | フタコイ                           | 金月龍之介          | 後信治            | 後信治            | 湯本佳典              |                |
| FILM-10 | クマのように舞い イカのように刺す  | 金月龍之介          | 寺東克己          | 鎌仲史陽          | 山本佐和子            |                |
| FILM-11 | 燃える二子魂川                     | 金月龍之介          | 逢瀬祭            | 沼田誠也          | 沼田誠也 あおいみづき |                |
| FILM-12 | 光ある場所へ                       | 金月龍之介          | 野中卓也 大隈孝晴 | 大隈孝晴          | 斎藤雅和              |                |
| FILM-13 | 3人でいたい                        | 金月龍之介          | 寺東克己 平尾隆之 | 平尾隆之          | 小林利充              |                |

## 放送局
| 放送地域 | 放送局             | 放送期間               | 放送日時                 | 放送系列       |
| -------- | ------------------ | ---------------------- | ------------------------ | -------------- |
| 愛知県   | テレビ愛知         | 2005年4月6日 - 6月29日 | 水曜 26時28分 - 26時58分 | テレビ東京系列 |
| 大阪府   | テレビ大阪         | 2005年4月6日 - 6月29日 | 水曜 27時10分 - 27時40分 | テレビ東京系列 |
| 神奈川県 | テレビ神奈川       | 2005年4月7日 - 6月30日 | 木曜 25時15分 - 25時45分 | 独立U局        |
| 埼玉県   | テレビ埼玉         | 2005年4月7日 - 6月30日 | 木曜 25時30分 - 26時00分 | 独立U局        |
| 全国放送 | キッズステーション | 2005年4月11日 - 7月4日 | 月曜 24時00分 - 24時30分 | CS放送         |
| 青森県   | 青森放送           | 2005年4月11日 - 7月4日 | 月曜 25時50分 - 26時20分 | 日本テレビ系列 |
| 千葉県   | ちばテレビ         | 2005年4月12日 - 7月5日 | 火曜 25時30分 - 26時00分 | 独立U局        |

## 関連商品
- DVD - 放送終了後の2005年8月24日から順次発売された。こちらでは前作『双恋』のような単品とBOXが非互換な区切り方をせず、BOXが単品3巻と同等になる区切り方で単品版は各巻PSP用のUMDとの2枚組。
- New World/ぼくらの時間 - OP/ED曲CD
- HAPPY DETECTIVE LIVES - サウンドトラックCD
- フタコイ オルタナティブ THE NOVELS - ノベライズ版 ISBN 4-8402-3119-2
- A STORY OF LOVE - サウンドトラックCD+公式サイトで配信されていたWebラジオの特別編

## ゲーム
アニメ版の世界観のアドベンチャーゲーム『フタコイ オルタナティブ 恋と少女とマシンガン』が、マーベラスインタラクティブから2005年6月23日に発売された（CEROレーティング12才以上対象）。なお、『双恋 -フタコイ-』および『双恋島〜恋と水着のサバイバル〜』の廉価版発売と同時期の2006年3月にこちらも廉価版が発売されている。
ゲームの進行は、基本的には一般の恋愛アドベンチャーゲームのように最初に共通パートがあり、その後6組の姉妹のいずれかに分岐する形である。しかし本作ではプレイにおいてあらゆる選択肢が"燃え"もしくは"萌え"のどちらかに分類されており、シナリオ中にはそれにより話の展開が変わるポイントが存在する。この展開が変化するポイントではボタンの連打で強制的に進行を変えられるのが特徴。また、シーンによってはそれ以外にも瞬時の判断が求められるシーンがあり、そう言ったシーンでは制限時間内にキー入力を行うことになる。

### ストーリー
二子魂川（ニコタマ）で探偵事務所を開いている「双葉恋太郎」。彼の事務所に住んでいる白鐘姉妹から、彼女たちが通う白氷学園から失踪した生徒の捜索依頼を受け捜索に走り回る彼は、その中で準備中の博覧会「ニコパク」の陰に潜む陰謀を知ることになる……。

### スタッフ（ゲーム）
- シナリオ：岩井七生、春日森feat.R、枯草純、神無月如月、後藤陽一、逆神喧云
- 原画：内山紳介
- 音楽：浅乃一
  - オープニングテーマ「恋泥棒ごっこ」
    - 作詞：畑亜貴
    - 作曲：橋本由香利
    - 歌：桜月キラ（伊月ゆい）、桜月ユラ（綱掛裕美）、一条薫子（堀江由衣）、一条菫子（小清水亜美）、白鐘沙羅（水橋かおり）、白鐘双樹（門脇舞）、雛菊るる（長谷川静香）、雛菊らら（落合祐里香）、千草初（吉住梢）、千草恋（桑谷夏子）、桃衣愛（たかはし智秋）、桃衣舞（三五美奈子）

  - エンディングテーマ「笑顔のそらで会いましょう」
    - 作詞：畑亜貴
    - 作曲：橋本由香利
    - 歌：白鐘沙羅（水橋かおり）、白鐘双樹（門脇舞）

### 関連商品（ゲーム）
- PS2ゲーム『フタコイ オルタナティブ 恋と少女とマシンガン』OPテーマ「恋泥棒ごっこ」（2005年7月6日）
  1. 恋泥棒ごっこ（オープニングテーマ）
  2. 笑顔のそらで会いましょう（エンディングテーマ）

## 小説版
フタコイ オルタナティブ -THE NOVEL-
アニメ版のノベライズ作品。書き下ろし。
工藤治・著 ufotable・画
2005年7月初版 ISBN 4-8402-3119-2
フタコイ オルタナティブG
アニメ版の全シナリオ（13話分）に加えて、「電撃G's magazine」で2005年9月号から2006年2月号まで連載された後日談に相当する小説を併録。シナリオは決定稿を収録しているため、放送されたものとは内容が異なる部分がある。特に第4話「ニコパクラプソディ」は放送版とは内容が完全に異なる。小説は連載分に加筆修正を施したもの。
金月龍之介・著 ufotable・画
2006年7月29日初版 ISBN 4-8402-3544-9

## 漫画化作品
あらきかなお・画。「月刊コミック電撃大王」で2005年4月号から2006年3月号まで連載された。単行本は全1巻。
2006年3月初版 ISBN 4-8402-3420-5